# Miguel de la Madrid
Miguel de la Madrid Hurtado (ur. 12 grudnia 1934 w Colimie, zm. 1 kwietnia 2012 w Meksyku) – prezydent Meksyku w latach 1982-1988.

## Życiorys
Madrid ukończył prawo na Universidad Nacional Autónoma de México (UNAM) w mieście Meksyk w 1957. W 1965 uzyskał dyplom Uniwersytetu Harvarda w zakresie administracji publicznej. Później pracował dla Narodowego Banku Handlu Zagranicznego i Banku Meksyku a od 1968 wykładał prawo na UNAM.
Członkiem rządzącej w autokratyczny sposób krajem Partii Rewolucyjno-Instytucjonalnej (PRI) był od 1963. Jego pierwszym rządowym stanowiskiem była praca w ministerstwie skarbu (1965). W latach 1970–1972 pracował dla państwowego koncernu naftowego Pemex (Petróleos Mexicanos). Potem pełnił szereg funkcji w administracji rządowej. W latach 1976–1982 w gabinecie prezydenta José Lópeza Portilla odpowiadał za planowanie budżetowe. Był też głównym autorem nieudanego planu rozwoju gospodarczego kraju opartego na wpływach z eksportu ropy naftowej, który zakończył się pogrążeniem kraju w spirali zadłużenia.
Jako prezydent dał się poznać w roli sprzymierzeńca „wielkiego biznesu”. Starał się walczyć z korupcją oraz ukrócić władzę związków zawodowych. W polityce zagranicznej kreował Meksyk na bardziej niezależną „siłę polityczną” w rejonie (niepodległą w stosunku do USA).